# یانووشچزنا
یانووشچزنا (به لاتین: Janowszczyzna) یک روستا در لهستان است که در گمینا سوکووکا واقع شده‌است.